# Aleksandar Šušnjar
Aleksandar Šušnjar (* 19. srpna 1995, Perth, Austrálie) je srbsko-australský fotbalový obránce, od ledna 2017 hráč klubu FK Teplice. Alternativně může nastoupit v záložní řadě. Podzim 2017 stráví v FK Teplice, v létě 2017 podepsal v půlročním předstihu smlouvu s klubem FK Mladá Boleslav platnou od ledna 2018.

## Klubová kariéra
- FK Ekranas 2013–2014
- FK Donji Srem 2015–2016
- FK Lietava Jonava 2016
- CS Gaz Metan Mediaș 2016–2017
- FK Teplice 2017[1]
- FK Mladá Boleslav 2018–[3]

## Reprezentační kariéra

### Srbsko
19. října 2011 odehrál jeden zápas za srbskou reprezentaci do 17 let (výhra 2:1 nad Arménií U17).